# Hatiya (Makwanpur)
Hatiya (trl. Haṭiyā, trb. Hatija) – gaun wikas samiti w środkowej części Nepalu w strefie Narajani w dystrykcie Makwanpur. Według nepalskiego spisu powszechnego z 2001 roku liczył on 2283 gospodarstw domowych i 12152 mieszkańców (6052 kobiet i 6100 mężczyzn).